# Božo Bulatović
Božo Bulatović (crnogor. ćiril. Божо Булатовић; Mojkovac, 6. siječnja 1927. – Podgorica, 12. kolovoza 2009.) crnogorski pjesnik, pripovjedač, romansijer, književni kritičar, antologičar, dramaturg, kazališni komentator, prevoditelj s ruskog jezika, kulturolog, urednik. Aktivni sudionik borbe za obnovu crnogorske države i priznanje crnogorskoga jezika. 

## Životopis
Rođen je 6. siječnja 1927. godine, u Mojkovcu, na Badnjak po julijansikom kalendaru. Potječe iz istaknute crnogorske i partizanske obitelji, partizan u Drugom svjetskom ratu. Završio je Filozofski fakultet u Beogradu 1952. godine. Bio gimnazijski profesor na Cetinju i u Beranama. Uređivao je časopise „Susreti“, „Razvitak“, „Godišnjak Ivangradske gimnazije“. Kasnije je bio urednik u redakcijama „Borca“, „Pobjede“, „Borbe“, „Sveta“, „Razvitka“, često prisutan u „Politici“ i „Književnim novinama“. Jedno je vrijeme bio stalni suradnik desetaka časopisa i novina, istovremeno.

## Početak stvaralaštva
Prozu je počeo pisati još kao srednjoškolac, 1947. godine, u Nikšićkoj gimnaziji. U književnoj periodici objavio je veliki broj pripovijedaka, eseja, drama, stotine književnih i kazališnih kritika, polemika, pjesama, nekoliko knjiga i desetaka članaka prijevoda s ruskog jezika.
Na početku bavljenja književnom kritikom i polemikama, Bulatović je nerijetko rabio i pseudonime. Dio tekstova objavio je i potpisao imenom: Nebojša Zatarac (u nekim bibliotečnim jedinicama pogrešno je upisivano – Zlatarac). I kasnije se povećavao broj priloga na kojima su stajali pseudonimi: B. Laketić, B. L. (Božo Laketić), Perovan Beganović, Pero V. Anović, B. Bunjac, (B, BB, BA, M.O), kao i šifre: „hroničar“, „kačak“, „crna tica“, i dr.

## Objavljena djela
U zasebnim cjelinama objavljeno:
- "Karaula", roman („Narodna knjiga", Cetinje), 1956.
- "Mihailo Lalić", književna kritika („Rad", Beograd), 1961.
- "Oton Župančić", književna kritika.
- "Skender Kulenović", književna kritika („Rad", Beograd), 1962.
- Zbornik "Tmine i zore" - pedesetogodišnji književni rad (1919-1969) – s Vladom Strugarom.
- "Jovan Dučić", književna kritika („Rad", Beograd), 1964.
- "B. B. Šaranović – Tihi gromoglasnik", izbor i književna kritika ("Narodna biblioteka Radosav Ljumović", Podgorica), 1996.
- "Karaula", roman-poema (drugo prošireno izdanje, "Kulturno-prosvjetna zajednica", Podgorica i "Novo delo", Beograd), 1996.
- "Njegoš izbliza" („Crnogorska izdanja", Podgorica), 2004.
- "Jesenje", poezija ("Crnogorski kulturni centar", Podgorica), 2007.
- "Karaula", roman-poema (treće izdanje), „Crnogorski kulturni centar", Podgorica, 2008.
- "Zapisi o bezimenom", pripovijetke, „Crnogorski kulturni centar", Podgorica, 2008.
- "Ubojtak", roman, "Crnogorski kulturni centar", Podgorica, 2009.
- "Izbliza", ogledi i feljtoni, "Crnogorski kulturni centar", Podgorica, 2010.
- "Goniči i gonjeni", drame, "Crnogorski kulturni centar", Podgorica, 2010.
- „Putevi koji pišu“, putopisi i reportaže, "Crnogorski kulturni centar", Podgorica, 2011.
- „Stvari stoje drukčije“, kritike, rasprave i polemike, "Crnogorski kulturni centar", Podgorica, 2011.
- „Rubrike“, kritike, polemike i kazališta, "Crnogorski kulturni centar", Podgorica, 2012.
- „Priče iz nepovrata“, pripovijetke, "Crnogorski kulturni centar", Podgorica, 2012.
- „Prevodi s ruskog“, antologija prijevoda, "Crnogorski kulturni centar", Podgorica, 2012.
- „Staze“, putopisne reportaže i kronike, "Crnogorski kulturni centar", Podgorica, 2012.
- „Hronike“, analize i komentari kroničara, "Crnogorski kulturni centar", Podgorica, 2012.
- „Hod u svjetlost“, putopisne reportaže, kronike, "Crnogorski kulturni centar", Podgorica, 2013.

## Prevoditeljski rad
U Bulatovićevim zasebnim knjigama prijevoda zastupljeni su klasici ruske književnosti: 
- M. Šolohov: Uzorana ledina, 1960.
- S. Jesenjin: Stihovi i proza, 1960, 1963.
- E. A. Jevtušenko (zajedno s Izetom Sarajlićem): Poezija, 1963.
- V. V. Majakovski: Pjesme (s B. Ćosićem i R. Pajkovićem), 1964.
- „Ruska poezija XX vijeka" (izbor), 1964.
- „Poezija Oktobra" (zajedno s Dušanom Ćetkovićem), 1968.
- “Takav je bio Ričard Zorge”, monografija
- Ilja Erenburg: “Ljudi, godine, život”, odabrani dijelovi iz višetomnih memoara;

U zbornicima i antologijama istaknuti književnici:
Aleksandar Blok, Maksim Gorki, Boris Pasternak, Ilja Erenburg, te Inokentij Anjenski, Nikolaj Minski (pseudonim Vilenkina), Fjodor Sologub (pseudonim Teternjikova), Dmitrij Mereškovski, Ivan Bunjin, Andrej Bjeli (pseudonim Bugajeva), Konstantin Baljmont, Zinaida Hipijus, Igor Severjanin, Mihail Kuzmin, Nikolaj Gumiljov, Maksimilijan Vološin, Emanuel German, Osip Mandeljštam, Vjačeslav Kovaljevski, Rjurik Ivnjev, Anatolij Marijengof, Vjačeslav Ivanov, Vadim Šeršenjevič, Sergej Gorodjecki, Ana Ahmatova, Valerij Brjusov, Velimir Hljebnjikov, Pavel Antokoljski, Vasilij Kamenski, Eduard Bagricki (pseudonim Dzjubina), Vladimir Lugovskoj, Nikolaj Tihonov, Marina Cvetajeva, Boris Šahovski, Semjon Kirsanov, Mihail Svetlov, Konstantin Simonov, Ilja Seljvinski, Mihail Lukonjin, Stjepan Ščipačov, Mihail Dudin, Petar Komarov, Olga Bergolc, Anatoloj Sofronov, Nikolaj Poletajev, Leonid Martinov, Grigorij Sanjikov, Vasilij Aleksandrovski, Jaroslav Smeljakov, Dmitrij Kedrin, Nikolaj Asejev, Aleksej Surkov, Aleksandar Tvardovski, Visarion Sajanov, Josif Utkin, Mihail Matusovski, Semjon Gudzenko, Sergej Ostrovoj, Aleksandar Kovaljenkov, Dmitrij Osin, Robert Roždestvenski, Andrej Voznesenski, Bela Ahmadulina, Bulat Okudžava, Boris Slucki, i mnogi drugi. 
Jedan je od začetnika crnogorske književne kritike i najplodnijih i najboljih crnogorskih prevoditelja ruske literature.

## Nagrade i priznanja
Roman „Karaula“ prvi put objavljen je 1956. godine. Za taj roman Bulatović je 1956. dobio Trinaestojulsku nagradu Udruženja književnika Crne Gore, koja je tada bila najveće crnogorsko književno priznanje. Dobitnik je više značajnih književnih nagrada: nagrada Savjeta za prosvjetu Crne Gore za najbolji rad, (kao student književnosti, 1951. godne), Nagradu grada Požarevca za reportažu „Potkovica nad gradom“ objavljenu u „Borbi“ 1964. godine, nagradu časopisa „Odzivi“ iz Bijelog Polja za pjesmu „Neretva“, dvije „Pobjedine“ nagrade za priču, nagradu časopisa „Stvaranje“ za pripovijetku „Kovčeg“. Priča „Svekrva“ uvrštena je u antologiju crnogorske proze (sastavio Milorad Stojović), u prvoj inačici koju je objavilo „Stvaranje“. Uvršten u Antologiju 105 pisaca za djecu, Antologiju poezije o Crnoj Gori, Antologiju dječjih pripovijetki „Zauvijek ljepota“, Antologiju priča za djecu „Prostrani vidici“, te mnoge druge. Za cjelokupno stvaralaštvo dobio je nagradu grada Mojkovca (1974).

## Biobibliografija
Ostat će zapamćen i po više izvanrednih feljtona o životu i djelu najpoznatijih crnogorskih pisaca, te ruskih velikana Šolohova, Jesenjina i Majakovskog. Posljednjih dvadesetak godina, na prijelazu dva stoljeća, objavio je na temu nezavisnosti crnogorske nacije preko sto članaka: u „Omladinskom pokretu“, „Monitoru“, „Liberalu“, „Pobjedi“, „Politici“, „Sveviđu“, „Mojkovačkim novinama“, „Reflektoru“ i „Crnogorskom književnom listu“. 
Književni povjesničar i leksikograf Dobrilo Aranitović napisao je 2010. godine Bulatovićevu sveobuhvatnu bio-bibliografiju, a parcijalne kronologije o prilozima u aktualnom tisku objavljivane su u periodičnim publikacijama. O djelima Boža Bulatovića, uključujući i prijevode s ruskog i pojedine antologijske izbore, pisali su osvrte, prikaze i šire književne analize Radonja Vešović, Vasko Ivanović, Svetozar Piletić, Vuk Filipović, Ljubomir Cvijetić Radoslav Rotković, Milorad Stojović, Ratko Peković, Vojislav Đurović, Vukale Đerković, Miloš Bjelkić, Milorad Bošković, Vojislav Minić, Jelena Pavićević, Danijela Popović, Blagoje Vujisić, Borislav Jovanović, Veseljko Koprivica, Lav Zaharov, Milosav Babović, Željko Rutović, Mirko Jakovljević, Janko Nikolovski. Pjesme koje su iznad svojih stihova ispisivale ime Boža Bulatovića objavili su Branislav Petrović, Božidar Šujica, Žarko Đurović, Radoslav Pajković. 
U leksikonima i enciklopedijama posebne jedinice su imali Živorad P. Jovanović, Ostoja Kisić, Nikola Racković, Dobrilo Aranitović, Radoslav Pajković.
Autorove portrete i likovne ilustracije njegovih knjiga i tekstova radili su Predrag Koraksić-Koraks, Miroslav-Mika Antić, Dimitrije Popović, Božidar Pejović, Živko Đurović, Milo Pavlović, Marko Matičić, Stevan Vujkov, Janko Krajšek, Ranko Guzina, Irislav Meštrović, Zejak.
Intervjue s Bulatovićem objavili su Slobodan Vuković, Z(aga) B(erkuljan), Ratko Deletić, Borislav Jovanović, Ljiljana Rabrenović, Magdalena Mrdović, Milovan Jušković, Radoslav Pajković, Branimir Šćepanović, D. Milačić, Milenko Ratković.
S druge strane, Bulatović je intervjuirao niz osoba značajnih u tekućim tadašnjim zbivanjima, a najpoznatiji su njegovi razgovori s Mihailom Lalićem, Jurom Franičevićem Pločarom, Čedom Vukovićem, Mihailom Gazivodom, kao i u krugu svojih vršnjaka (Radoslav Rotković, Dragutin Vujanović, Vojislav Vulanović, Sreten Perović, Veselin Đuretić). Naročito su upečatljivi intervjui s ruskim piscima – Iljom Erenburgom, Jevgenijem Jevtušenkom i Vasilijem Aksjonovom.

## Nekrolozi i postumna pozornost
Nekrologe uz vijest o njegovoj smrti donijeli su „Radio-televizija Crne Gore“, „Radio-televizija Mojkovac“, „Pobjeda“, „Vijesti“, „Dan“, „Monitor“, „Večernje novosti“. 
Umro je 12. kolovoza 2009. godine u Podgorici, i istog dana, po izričitoj želji, sahranjen iznad Tare, u rodnom Mojkovcu - u krugu najuže obitelji i prijatelja. Jevrem Brković je 2009. godine, poslije autorove smrti, zapisao u podgoričkom listu „Vijesti“: „Božo Bulatović je imao književne i ideološke hrabrosti da Milovanu Đilasu, članu ondašnjeg Brozovog Politbiroa, ozbiljno, čak u humornom tonu, skrene pažnju na njegovo egzaltirano oduševljenje romanom Oskara Daviča Pesma, stavljajući ga u istu ravan s Gorskim vijencem, pa i uz neke ideološke prednosti! Božo Bulatović je „druga Đida“ pozvao na javnu polemiku, gdje bi, da se odazvao, za razliku od Bulatovića, imao ozbiljnih problema da makar djelimično dokaže svoju egzaltaciju!“ Istaknuti crnogorski intelektualac, filozof države i prava, dr Čedomir Bogićević, posvetio je Božu Bulatoviću svoje epohalno djelo „Crnogorski pravno-istorijski rječnik“, koje predstavlja sintezu ukupnog bića crnogorskog naroda u deset vjekova, objavljeno 2011. godine.  
Bulatovićeve književne i kulturološke tekstove, postumno, objavljivali su „Odzivi“, „Medijski dijalozi“, „Mojkovačke novine“, a tekstove o njemu „Pobjeda“, „Vijesti“, „Komuna“, „Odzivi“, „Medijski dijalozi“.

## Nagrada Božo Bulatović
U Mojkovcu je 2010. utemeljena književna nagrada Božo Bulatović.
Na godišnjicu smrti u kolovozu 2010. godine, u Mojkovcu je upriličen hommage velikom piscu i prevoditelju. Svečanost je otvorio veleposlanik Ruske Federacije u Crnoj Gori Jakov Gerasimov.
Prva književna nagrada „Božo Bulatović“ za 2012. godinu uručena je, povodom dana općine Mojkovac, piscu Čedu Vukoviću.
Bio je član Matice Crnogorske, Crnogorskog društva nezavisnih književnika i Crnogorskog P. E. N. centra.
Njegovo je najznačajnije djelo, po mišljenju nekih kritičara, roman Karaula, objavljen 1956. godine, za koje je dobio tadašnje najveće crnogorsko književno priznanje. 
Karaula se retrospektivno smatra jednim od prijelomnih djela suvremene crnogorske književnosti. Borislav Jovanović je zapisao:

## Vanjske poveznice
- Vijest o smrti Boža Bulatovića (crnog.)